# Aéroport de Toledo Express
L’Aéroport de Toledo Express, officiellement Eugene F. Kranz Toledo Express Airport, est un aéroport civilo-militaire à Swanton Township et Monclova Township, townships à l'ouest de Toledo dans l'ouest du comté de Lucas, Ohio. Il a ouvert ses portes en 1954-55 en remplacement de l'Aéroport municipal de Tolède (en) au sud-est de Toledo.